# Cyclophora poratum
Cyclophora poratum är en fjärilsart som beskrevs av Carl Reutti 1898. Cyclophora poratum ingår i släktet Cyclophora och familjen mätare. Inga underarter finns listade i Catalogue of Life.